# Lekárovce
Lekárovce (in ungherese: Lakárd) è un comune della Slovacchia facente parte del distretto di Sobrance, nella regione di Košice.